# 줄렝 산지 호드리게스 페헤이라
줄렝 산지 호드리게스 페헤이라(포르투갈어: Julen Sandy Rodrigues Ferreira, 1994년 6월 9일~)는 브라질의 축구 선수이다.

## 참고 문헌
- “줄렝 산지 호드리게스 페헤이라”. 《트랜스퍼마켓》.
- “줄렝 산지 호드리게스 페헤이라”. 《시흥 시민 FC》. 시흥시민축구단.